# جلال الدين محمود الخوارزمي
خواجة جلال الدين محمود الخوارزمي كان بيروقراطيًا وقائدًا خدم في عهد الإمبراطورية التيمورية في أوائل القرن الخامس عشر. في بداية حياته المهنية، خدم الأمراء التيموريين بير محمد [الإنجليزية] وإسكندر [الإنجليزية] في مدينة شيراز . انتقل بعد ذلك مع إسكندر إلى مدينة أصفهان، حيث خدم كأحد القادة البارزين في حملتين، الأولى ضد مدينة يزد في عام 1409/1410، والثانية ضد مدينتي بام وجيرفت في الجنوب الشرقي في عام 1411/1412. عاد محمود لاحقًا إلى شيراز ليخدم تحت قيادة إبراهيم سلطان.